# Montaldo Bormida
Montaldo Bormida (Montaud Bormia in piemontese) è un comune italiano di 583 abitanti della provincia di Alessandria, in Piemonte, situato nell'Alto Monferrato, sui contrafforti collinari tra le valli della Bormida e dell'Orba. È uno dei comuni dell'Ovadese, area storico-culturale del Basso Piemonte e del Monferrato, che prende il nome dalla città di Ovada.

## Geografia fisica

### Territorio
Montaldo Bormida si trova nell'area collinare dell'Alto Monferrato, fra la pianura del tratto medio-basso del fiume Bormida e gli Appennini liguri, a 11,6 km circa da Ovada e a 13,5 km da Acqui Terme.

## Storia
Con l'espressione "Ambo Carpineta", nel 1164, in un diploma della cancelleria imperiale, venivano indicati sia il sito dell'attuale Carpeneto, sia quello di Montaldo, al momento borgo poco conosciuto, tanto da non possedere ancora un nome autonomo.
Tra la fine del XII e l'inizio del XIII secolo, il marchese Bonifacio di Monferrato chiedeva ad Alessandria la restituzione di Sezzadio, di San Salvatore e di "Utriusque Carpineti".
Il 21 agosto del 1203 Bonifacio firmava un patto con gli alessandrini, ai quali accordava varie concessioni, tra le quali la metà della località "Utriusque Carpineti". La cerimonia avvenne il 17 settembre sia a Carpeneto sia a Montaldo (detto Carpeneto inferiore). Il paese viene citato espressamente soltanto a partire dal XIV secolo, sotto l'occupazione del marchese Tommaso Malaspina. Successivamente Montaldo torna sotto la giurisdizione di Alessandria; nel 1488 il feudo passa alla famiglia Della Valle, rimanendo suo possedimento fino al 1605, quando viene ceduto a Sebastiano Ferrari, conte di Orsara.
Nella seconda metà del '600 il borgo viene venduto alla famiglia Spinola di Genova per passare nelle mani dei Pallavicini nel 1759. In seguito il paese di Montaldo ritornò sotto la giurisdizione di Alessandria. Con il decreto del re d'Italia Vittorio Emanuele II, il primo febbraio del 1863, il Comune di Montaldo fu autorizzato ad assumere la denominazione di Montaldo Bormida.
Verso fine '800 e i primi del '900 il paese si espande e sorge così la Piazza Europa (oggi Piazza Nuova Europa). Nell'ultimo dopoguerra sorgono poi via De Gasperi e via Boscogrosso. Sempre all'inizio del '900 sulla strada per Carpeneto vi è la presenza di un mulino e di una distilleria per la produzione della grappa. Nel 1956 nasce la Cantina Sociale, meglio nota come Cantina "Tre Castelli", che raccoglie le uve dei Comuni di Montaldo, Carpeneto e Trisobbio.
Montaldo un tempo era difeso da un castello, circondato da mura e fossato; l'accesso era a est, tramite un ponte levatoio; verso ovest, invece, era difeso da un pendio scosceso. L'edificio fu probabilmente distrutto nel XVI secolo e parte dei suoi ruderi fu utilizzata per costruire l'attuale chiesa parrocchiale.
Unico resto delle antiche mura è un mastio rivolto verso la zona di terreno dove esisteva un fossato, trasformato ora in campo da gioco per il tamburello.
Oggi solo alcuni toponimi ricordano l'antica fortezza: il "Ponte", dove esisteva il ponte levatoio (oggi piazza Gollo), la via Sottocastello (oggi via Aldo Moro già via Sottocastello) e il "Fossato", nome attribuito a un pozzo, ora chiuso, presso il campo da gioco di tamburello.

Arriva a Montaldo nel 1943, dopo aver Studiato all’Università di Bologna, il Dott. Giuseppe Notaristefano, originario della provincia di Agrigento, per prestare servizio di medico condotto. Sarà uno degli operatori sanitari più importanti della zona durante quegli anni, infatti qui viene a contatto con le vicende della guerra di liberazione e come medico è coinvolto in diversi episodi per soccorrere i feriti. Nell’autunno del ’44 collabora direttamente con le formazioni partigiane che operano in zona, in particolare con la “Brigata Carlino”, articolazione della “7ª Divisione Viganò” che opera tra Acqui, Ponzone e Ovada. Dal 1º ottobre ’44, con il nome di battaglia di “Alfonsi”, opera in diretto collegamento con il Comando di Divisione con l’incarico di “Dirigente del servizio sanitario della Brigata”. Dal 1º gennaio al 7 giugno ’45 svolge il ruolo di “Direttore Sanitario della Divisione”. Nella fase finale della guerra (aprile ’45), il dott. Notaristefano assume la responsabilità dell’ospedale di Acqui Terme. Dopo la guerra, la vita di Giuseppe Notaristefano riprende per un breve periodo a Montaldo, prima di tornare con la famiglia nella sua amata Sicilia dove svolgerà il servizio di ufficiale sanitario e dove si spegnerà nel 1986.

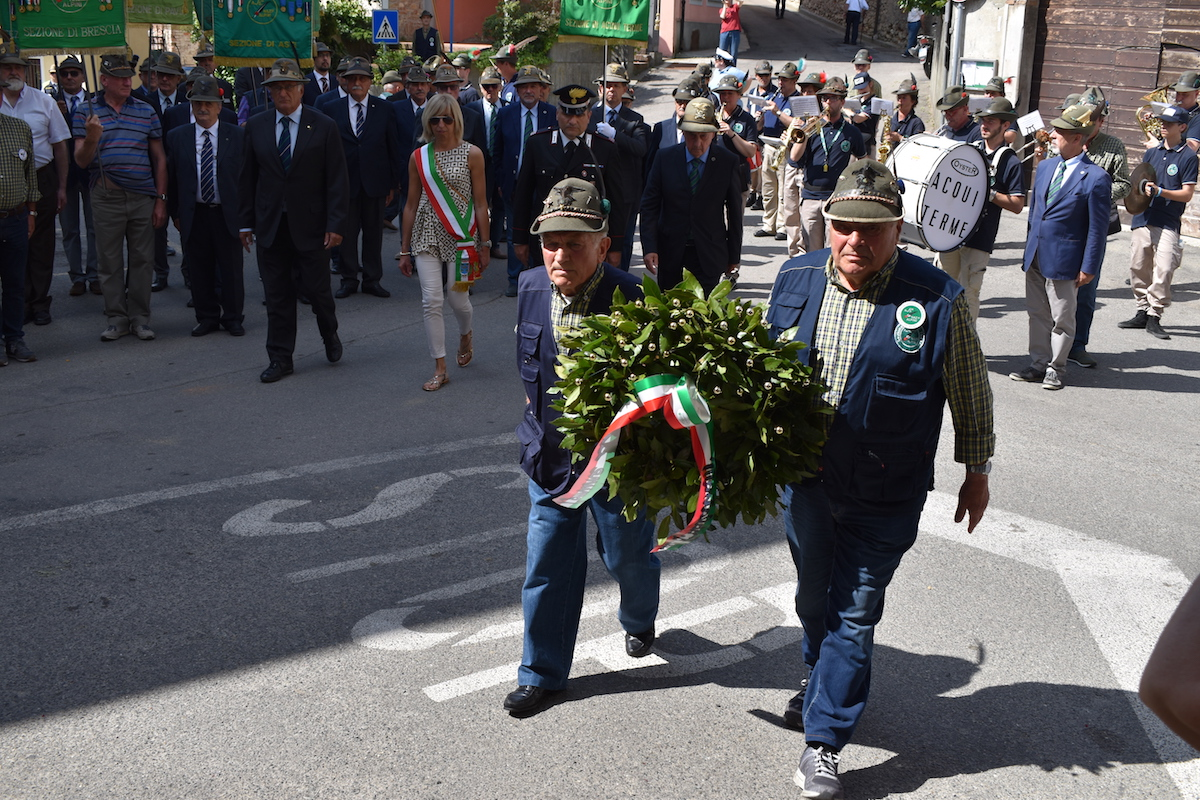
Commemorazione dei caduti in Guerra - XIV° Raduno Alpini della Sezione Acqui Terme

Il 16 giugno 2019 Montaldo Bormida è stato sede del XIV Raduno Sezionale degli Alpini appartenenti alla Sezione di Acqui Terme.
Hanno partecipato una rappresentativa delle sezioni di Acqui Terme, Alessandria, Asti, Novara, Vercelli, Pavia, Brescia e alcuni gruppi provenienti dalla provincia e non solo.
Il raduno ha avuto inizio di prima mattina con colazione presso la ex scuola elementare del paese ed è proseguito con una sfilata per le strade del centro storico per raggiungere la Chiesa di San Michele e assistere alla Santa Messa. Prima però è stata deposta una corona in onore ai caduti delle guerre sulle lapidi poste dal Municipio. Il corteo si è svolto con una numerosa partecipazione delle penne nere e con la banda musicale ad accompagnare.
Al termine, grazie alla cucina da campo degli Alpini di Acqui Terme, si è svolto il pranzo presso la struttura Palavino Palagusto di Montaldo Bormida.

### La battaglia del Budello
Il 10 maggio 1799 tra i paesi di Orsara, Montaldo e Rivalta avviene uno scontro, ancora oggi noto come la “Battaglia del Budello”. Non si tratta di una vera e propria battaglia, ma piuttosto di un’imboscata contro un drappello di cavalleria e di fanti francesi che da Alessandria si stava trasferendo a Genova. L’intento è quello si cogliere di sorpresa il gruppo di francesi ed è per questo che, dopo aver superato Rivalta, esso viene indirizzato, anziché verso la strada per Montaldo, lungo la piccola strada che costeggia il rio Budello. Questa strada, che viene stretta dalle colline di Montaldo e dalle Cascine di Orsara e che si addentra in gole boscose, si appresta assai bene a un attacco a sorpresa. È così che infatti avviene: schiere di armati di bastoni e forconi sbucano dai boschi e assalgono e respingono il gruppo di francesi, depredandoli di tutto, soldi compresi.
Diverse volte nei campi che fiancheggiano il rio Budello sono state trovate monete d’oro e d’argento francesi e ancora oggi si dice che ci sia un tesoro nascosto nel rio.

### Simboli
Lo stemma e il gonfalone del comune di Montaldo Bormida sono stati concessi con decreto del presidente della Repubblica del 17 maggio 1979.
Stemma
Lo stemma, studiato dall'amministrazione civica, ricorda nella corona marchionale il possesso che sulla terra ebbero i Marchesi di Gavi; nei quattro grappoli d'uva la fiorente agricoltura, particolarmente ricca di vini pregiati.
Gonfalone

## Monumenti e luoghi d'interesse

### Architetture religiose
La prima chiesa costruita a Montaldo fu eretta all'interno delle mura di cinta del castello e corrispondeva all'attuale casa canonica (peraltro oggi caduta in disuso).

#### Chiesa di San Michele Arcangelo

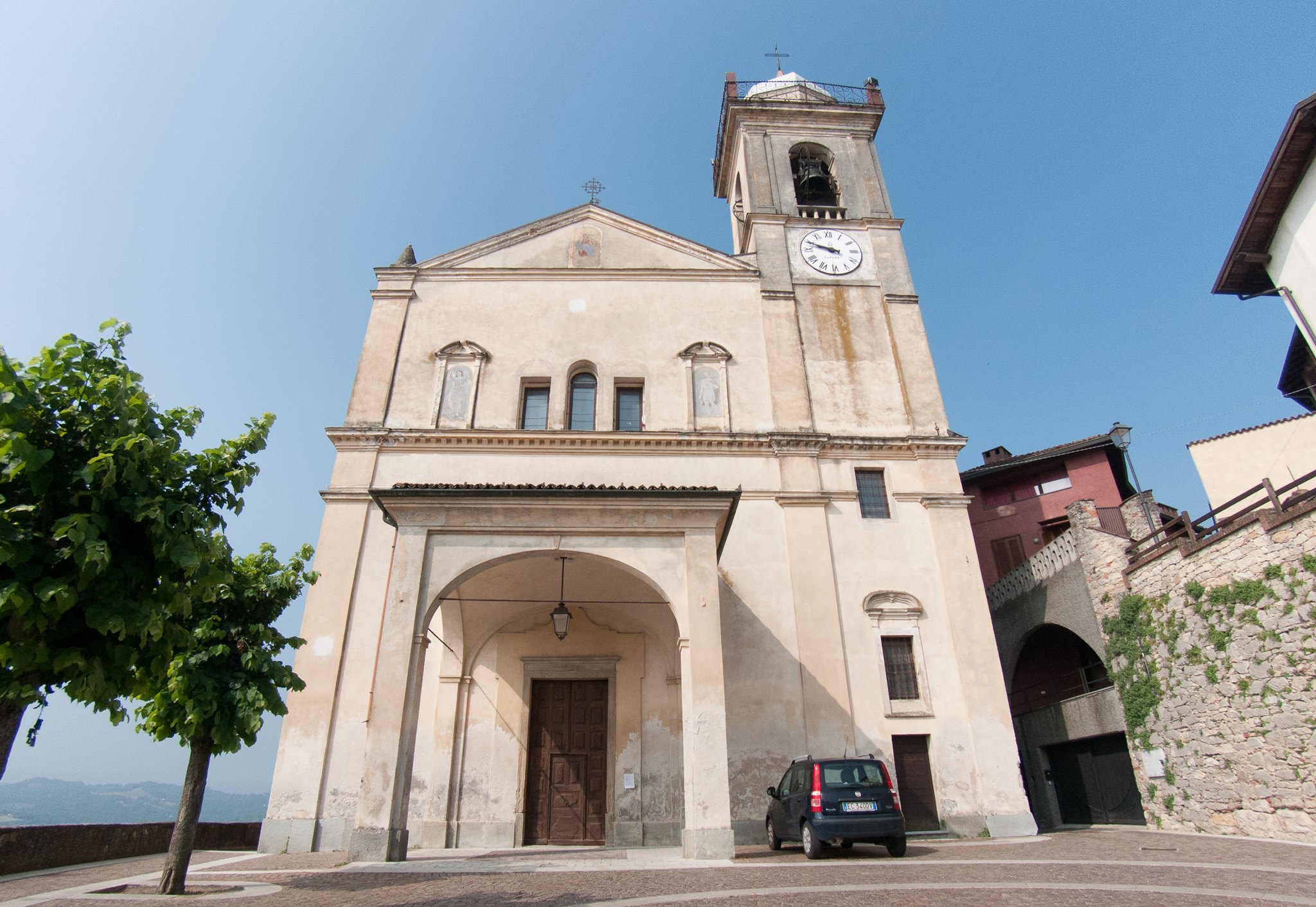
Chiesa San Michele Arcangelo

La chiesa parrocchiale di Montaldo Bormida, dedicata a San Michele Arcangelo, venne edificata a partire dal 1686, utilizzando materiale proveniente dalla demolizione del castello ivi presente. I lavori continuarono per diversi anni, in quanto si cominciò a officiare soltanto nel 1700.
Esternamente la chiesa presenta una facciata neoclassica, con lesene verticali; ai lati e in alto sono presenti cornici modanate, con sovrastante timpano triangolare che ospita l'affresco della Madonna con Bambino, opera dell'ovadese Frixione, datato 1875.
San Michele e San Rocco vennero affrescati dallo stesso pittore nelle due nicchie ai lati delle tre finestre a serliana.
Il portale di pietra liscia, preceduto da un piccolo portico, incornicia la porta lignea originale e reca incisa la data del 1686. All'angolo destro della facciata si erge il campanile, edificato nel 1870.
L'interno, barocco, si presenta ampio e a navata unica, sormontata da una volta a botte. L'altare maggiore e la balaustra sono in marmi policromi di stile rococò, opera degli scultori lombardi Angelo Maria e Carlo Ganna; il coro ligneo, scolpito e intagliato, è settecentesco.
Il pavimento è stato rifatto nel 1924 in piastrelle di cemento colorato.
Gli affreschi furono realizzati interamente dai fratelli Pietro e Tommaso Ivaldi negli anni 1856-1857; la parrocchiale di San Michele Arcangelo è l'unica chiesa in cui Pietro Ivaldi, detto "il Muto" firmò e datò due affreschi, quelli sulle pareti a fianco dell'altar maggiore, che rappresentano l'Ultima Cena e la Natività. Nella chiesa sono state rinvenute anche due rare tele a olio di Pietro Ivaldi. La prima raffigura i Santi Defendente, Rocco, Francesco Saverio, Carlo Borromeo e le Anime purganti; la seconda il Battesimo di Gesù.
Il 9 giugno 1844  fu deciso dal consiglio parrocchiale di dotare la chiesa di un organo. Esso fu commissionato agli Agati, celebre famiglia organaria di Pistoia. Il pregevole strumento attende di essere riportato all'originario splendore sonoro.
Tra il 2001 e il 2006 la chiesa ha avuto importanti sviluppi a livello di recupero e restauro. Si è partiti con due consolidamenti dei danni causati dal terremoto: il primo di tipo statico e il secondo con la ricostruzione di coperture dissestate.
Le due tele a olio sono state restaurate dallo Studio Nicola di Aramengo, con il contributo della Regione Piemonte e di istituti bancari, e sono tornate al loro antico splendore.
L’ultimo recupero, svolto dallo Studio Gabrieli e Traversi di Bergamo, ha riguardato il recupero della balaustra, della scalinata e dell’altare maggiore. I lavori di restauro sono consistiti nella pulitura dei marmi, nell’integrazione di parti mancanti e nel fissaggio delle colonnine.
Nel 2008 sono poi iniziati i lavori di restauro di tutto l’apparato pittorico della Chiesa, lavori che sono stati affidati all’impresa “Gazzana restauri srl” di Acqui Terme.
I suddetti restauri sono stati fortemente voluti dall’allora sindaco Rinaldi, ritenendo che la conservazione del patrimonio artistico del paese dovesse essere una priorità per attirare nuovi turisti.

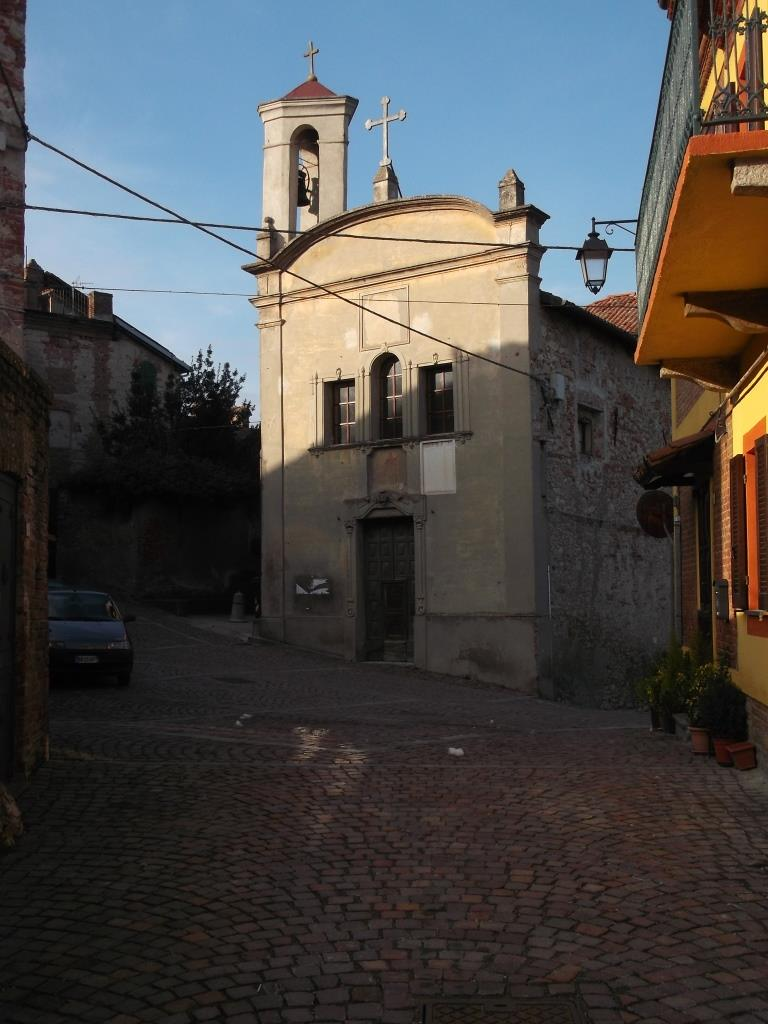
Chiesa San Rocco

#### Chiesa di San Rocco
L'oratorio della Santissima Annunziata e di San Rocco si trova al centro dell’abitato.
Le notizie documentarie di questo edificio sono frammentarie; tuttavia, la data 1600 incisa sull’architrave in pietra della facciata, riporta a questi anni la sua fondazione.
La facciata reca, ben visibile, una lapide posta a ricordo dell’epidemia di peste che imperversò nel 1854 e che la popolazione, grazie alle invocazioni di aiuto rivolte a San Rocco, poté superare senza subire numerose perdite.
L’esterno è stato ristrutturato intorno al 1930 con cornici in malta cementizia riportata sulle lesene, portale, timpano e parte superiore a forma semiellittica.
Anche l’oratorio, come la chiesa parrocchiale, presenta sopra il portale tre finestre a serliana, ovvero due rettangolari e la centrale a forma arcuata, contornate anch’esse da cornici recenti in malta cementizia. Sull’angolo sinistro si erge il campanile a vela triangolare.
L’interno ha subìto vari rimaneggiamenti nel corso dei secoli: dapprima era a unico vano rettangolare senza coro, così come la maggior parte degli oratori della zona, con altare centrale e due altari laterali. In seguito, probabilmente nel corso del XIX secolo, a fianco dell’altare centrale venne costruita sulla sinistra una cappella in stile neoclassico e un'edicola in stucco all’interno della quale venne collocata la statua lignea di San Rocco.

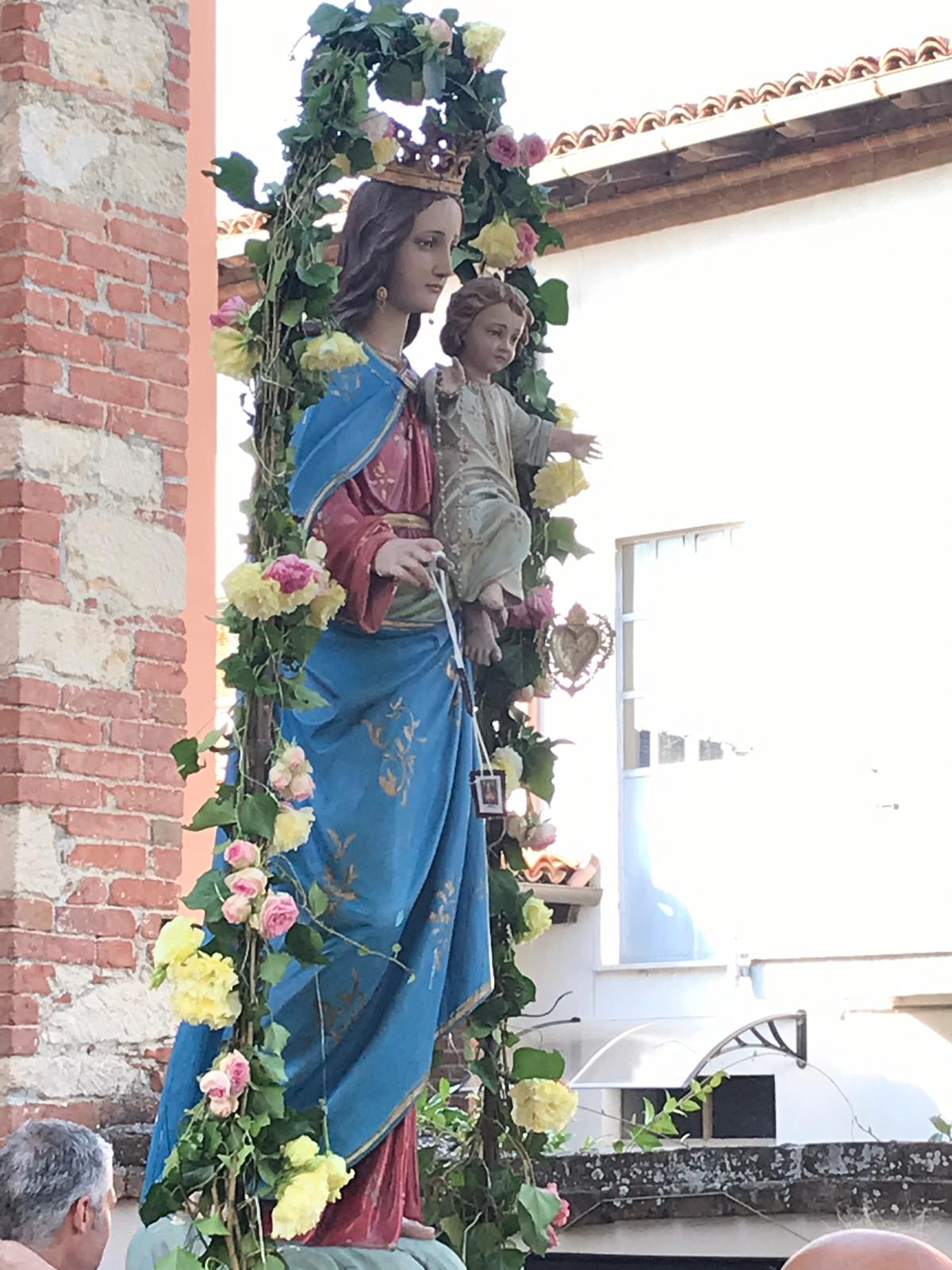
statua lignea della Madonna del Carmine

Di interesse artistico sono l'altare in stucco settecentesco, il pulpito e alcune statue lignee. Non sono, invece, di elevata fattura le decorazioni murarie, effettuate probabilmente durante i lavori di ampliamento dell’edificio nel corso del XX secolo.

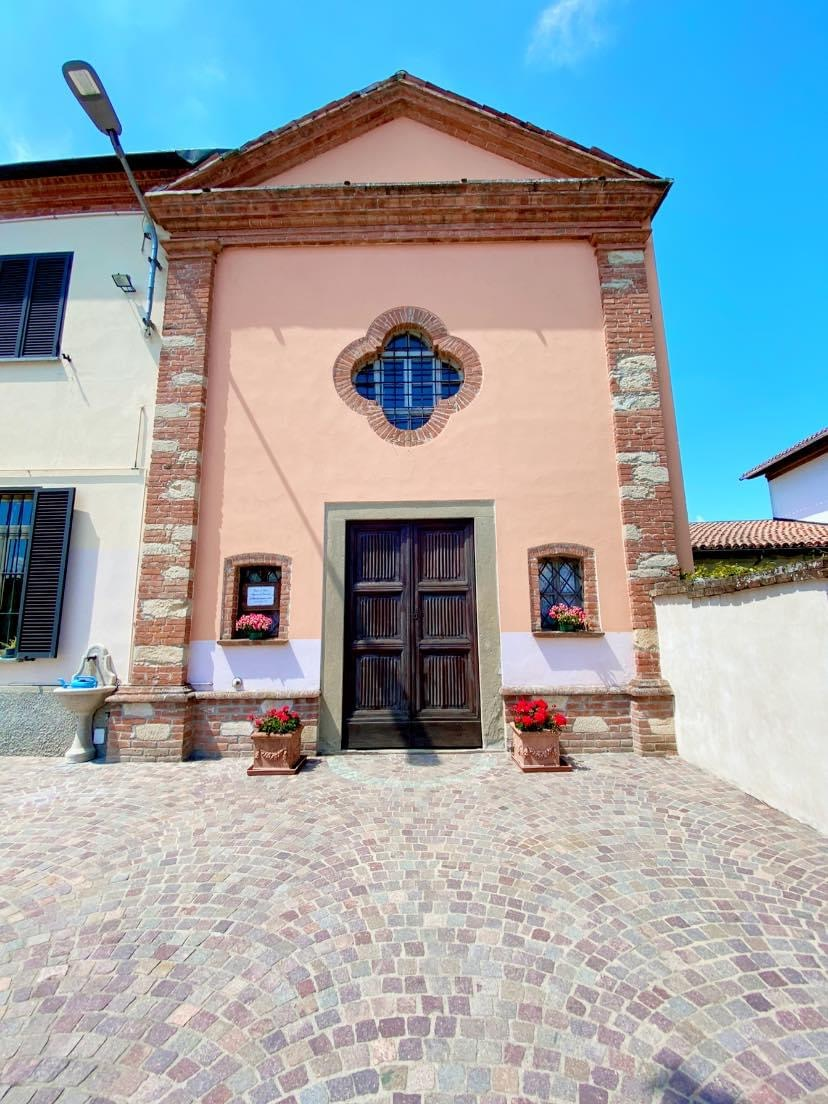
chiesa della frazione Gaggina (A.D. 1880 circa)

#### Chiesa della Madonna del Carmine
La chiesa dedicata alla Madonna del Carmine è situata al centro della frazione Gaggina. Fu costruita nel 1880 per volere degli abitanti della frazione. Al suo interno una navata unica, l’altare maggiore in marmo bianco e con tonalità di grigio, nato con la chiesa. Il pavimento di cotto risale anch’esso all’anno di costruzione della chiesa come il portone in legno massiccio. Sono presenti due statue: una della patrona e protettrice della frazione, Nostra Signore del Carmine con in braccio il bambino Gesù e un'altra del Sacro Cuore di Nostro Signore. Il suo sagrato è stato restaurato nel luglio 2017.

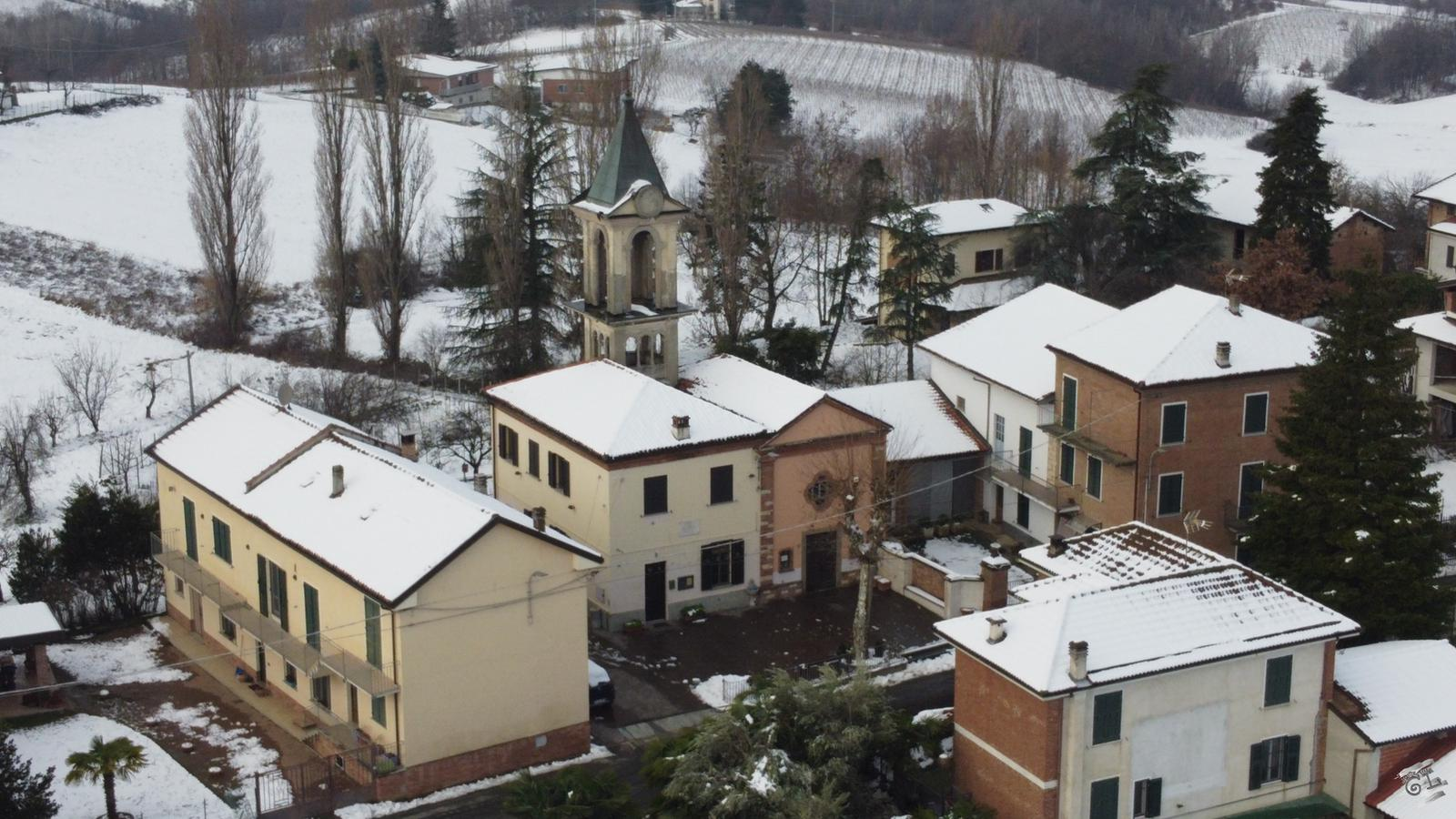
Veduta dall'alto della chiesa della frazione Gaggina

#### Chiesetta di San Michele
Questa piccola chiesetta, oggi in rovina e dedicata a San Michele, è situata in aperta campagna. Durante la seconda guerra mondiale venne incendiata dai nazifascisti, perché ritenevano l'edificio un covo di partigiani.

#### Chiesa cristiana avventista del settimo giorno
La Chiesa cristiana avventista del settimo giorno di Montaldo Bormida risale al 1925 ed è stato ufficialmente il primo luogo di culto avventista riconosciuto in Italia.
L'Avventismo fu portato in Montaldo Bormida dalla signora Maria Cambiaso, che si era convertita a Genova nel 1910 e che era animata da una forte spinta evangelistica. Fu grazie alla sua testimonianza e al lavoro incessante di venditori ambulanti di libri sacri (colportori) e di pastori che, a poco a poco, si convertirono altre persone dando origine a una comunità numerosa e fiorente. Un membro della chiesa, Pietro Parodi desideroso di avere un luogo adeguato dove adorare Dio, donò un terreno dove fu costruito nel 1925 l'edificio adibito a uso sacro. 

### Architetture civili
Tra il 1600 e il 1700 a Montaldo sorsero varie Case Patrizie, fra cui Casa Bianchi, Casa Schiavina, Casa Ghiara e Casa Dotto. La presenza di ampie cantine all'interno di queste case patrizie testimonia come in quegli anni la coltivazione della vite si avviasse progressivamente verso un florido sviluppo.
Inizialmente le case di Montaldo presentavano i muri costruiti in pietra. Dal sottosuolo si estraeva la Pietra Arenaria di Montaldo, durissima nella parte a contatto con l'aria, più tenera e facilmente lavorabile in profondità.  Solo nell'800 sorse tra Montaldo e Carpeneto una fornace per la cottura dei mattoni. Tra il 1600 e il 1700 usava far colare gesso fra i travetti, "armandolo" facendo ricorso a ramoscelli o canne. I solai erano tutti in legno. I solai in putrelle con voltini di mattoni comparvero soltanto a partire dal '900.

#### Palazzo Schiavina

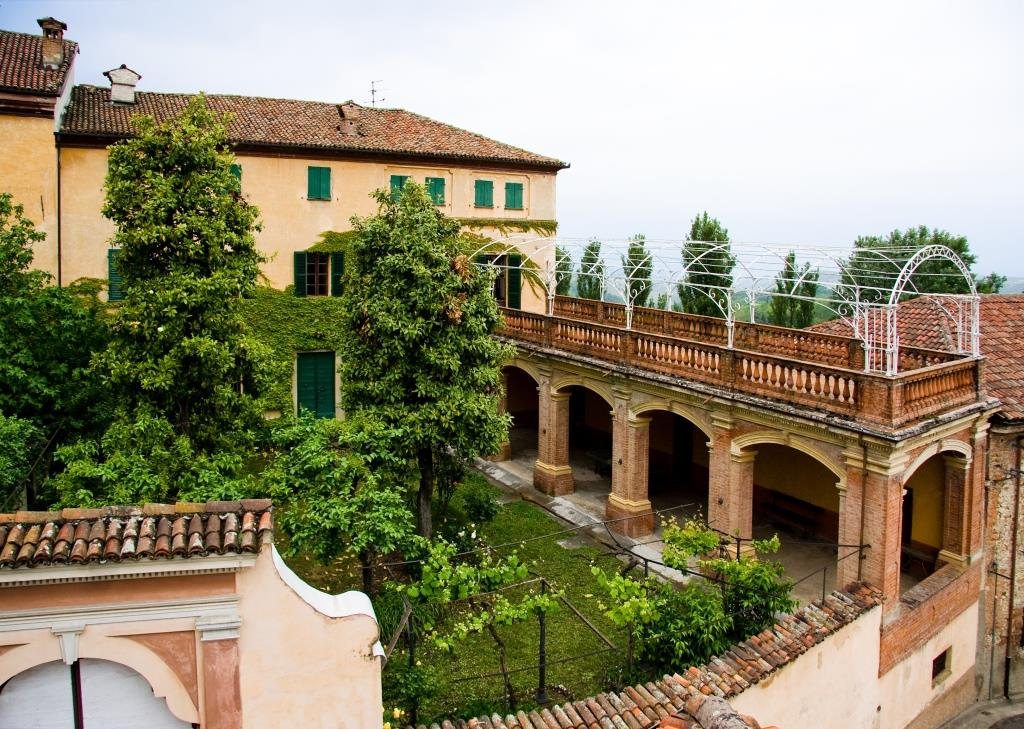
Palazzo Schiavina

La storia di Palazzo Schiavina è documentata dal 1673, quando la marchesa Paola Lomellina, vedova di Barnaba V Centurione Scotto e feudataria del contado di Montaldo, acquista dal Nobile Bernardino Schiavina il palazzotto posto ai margini del paese medievale.
La costruzione, ampliata e abbellita, è completata nel 1678 con grande soddisfazione della marchesa, la quale, lodando la bella vista e l'aria buona, trova il modo di risiedervi a lungo, amministrando il feudo con intelligente partecipazione.
Il Palazzo diventa dunque la residenza locale, cioè il "Castello" dei feudatari di Montaldo, che via via ne prendono possesso per successione ereditaria e che appartengono alle più nobili e potenti famiglie del patriziato genovese: i Centurione Scotto, gli Spinola Pallavicino, i Pallavicino.
All'inizio dell'800 l'ultimo feudatario aliena i beni feudali e allodiali e il Palazzo passa nelle mani della famiglia Bianchi, eminenti avvocati e notai in Montaldo e Acqui Terme.
Infine, dopo due secoli, il Palazzo ritorna alla famiglia Schiavina, quando nel 1878 il cav. Michele Schiavina, proprietario terriero e sindaco del paese, lo acquista e vi risiede, arricchendolo di porticato, terrazzo e giardini.

#### Cantina "Tre Castelli"

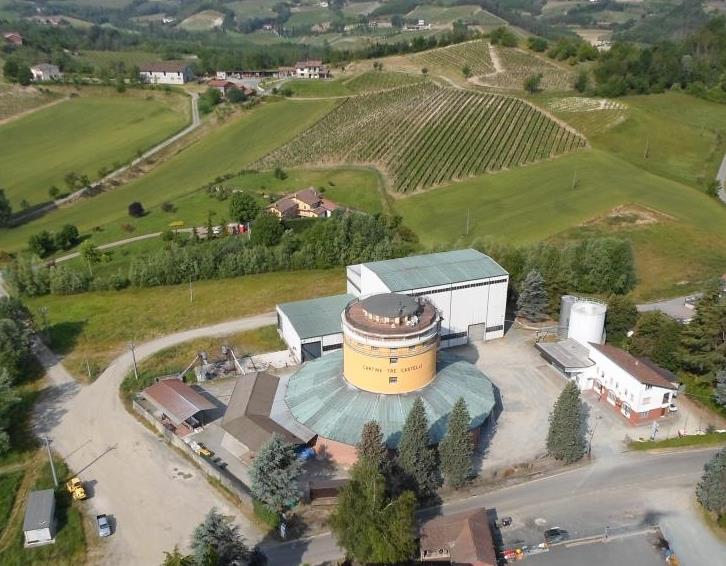
Cantina "Tre Castelli"

Nel 1955, per volontà di pochi soci, a Montaldo Bormida nasce la Cantina "Tre Castelli". Si tratta di una cooperativa alla quale i soci conferiscono i prodotti dei propri vigneti per la produzione e lavorazione del vino e per la vendita all'ingrosso e al minuto di quest’ultimo. La struttura, con la sua caratteristica torre, sorge e si ingrandisce nei decenni ai piedi del paese, al confine con il comune di Carpeneto, sulla strada SP 197.
Attualmente la Cantina conta circa 200 soci per un totale di circa 420 ettari di superficie coltivata a vite e una lavorazione di uve che si aggira tra le 3000 e le 4000 tonnellate.
Ai terreni di tipo argilloso/limoso delle zone di Rocca Grimalda e Montaldo Bormida si aggiungono quelli di tipo calcareo delle zone di Ovada, Trisobbio e Carpeneto. Questa mescola di diverse tipologie di terreno dona ai vini prodotti dalla Tre Castelli diverse caratteristiche organolettiche; inoltre il particolare microclima del territorio delle colline dell’Alto Monferrato, a ridosso dell’Appennino Ligure, permette alle uve di raggiungere un’ottima maturazione, che insieme alle moderne tecniche di vinificazione, fa sì che si ottengano alcuni dei più importanti vini piemontesi.
Grazie a un’accurata selezione delle uve, la Cantina Tre Castelli offre ai suoi clienti il Dolcetto nelle sue diverse sfumature di vino novello giovane e di vino invecchiato in botti di rovere.
Parte della produzione viene venduta ai consumatori all’interno della Bottega del Vino, aperta tutti i giorni sabato e domenica compresi. Altri punti vendita si trovano ad Alessandria, Genova e Milano.
Oltre al Dolcetto si producono anche: Barbera, Cortese Alto Monferrato, Chardonnay, Moscato, Brachetto e Freisa.
A circa 20 metri di altezza, sulla sommità della torre vinaria, sorge un ristorante che negli anni ha cambiato diverse gestioni. Data l’altezza, la struttura offre lo splendido panorama delle colline dell’Alto Monferrato, da cui si riesce a vedere lo skyline di Montaldo Bormida e i Comuni limitrofi di Carpeneto e Trisobbio con i loro castelli. Oggi la struttura porta il nome di “Terrazza Tre Castelli” e offre il servizio di ristorante e pizzeria.
Ogni anno tra fine agosto e inizio settembre, presso la Tre Castelli, si svolge la tradizionale Sagra dello Stoccafisso. Negli ultimi tempi la festa si è spostata presso la struttura Palavino Palagusto, sempre nelle vicinanze della cantina.

#### Enoteca Comunale
Nel 2008 è stata portata a termine la nuova enoteca comunale. Quest’ultima è stata realizzata presso le cantine del municipio, grazie a un cospicuo finanziamento regionale che ha consentito la copertura dell'intero importo dei lavori.

#### Palavino Palagusto
Si tratta di una nuova costruzione all’interno di un progetto di ristrutturazione e valorizzazione, che comprende anche un “museo della grappa” nell'adiacente antica distilleria. La struttura è sede di sagre e feste e ha ospitato diverse edizioni di “Gardering in collina”, mostra-mercato florovivaistica.

#### Museo della grappa
Il 2009 ha visto la realizzazione, nei locali del Palavino-Palagusto, del "Museo della Grappa”. Il museo, per il quale è stato stanziato un finanziamento da parte del Servizio Musei della Regione, permette percorsi di visita articolati mediante cartelli didattico-esplicativi che vengono distribuiti a ogni visitatore.

### Parco Dotto
Si tratta di un giardino risalente ai primi del Novecento, a pianta irregolare e con struttura a terrazze. Il parco ha sempre vissuto di vita propria; la casa patronale (oggi Residenza Dotto Assistenziale per la Terza età) cui era dipendenza è separata da esso.
L’arredo è semplice e tra tutto spicca un lungo pergolato. Il percorso centrale è in terra battuta, con al centro una striscia in cemento. Nel giardino sono presenti panche in muratura, alcune fontane in cemento, alcuni giochi per bambini e una terrazza belvedere da dove si vede il paese di Carpeneto e la vallata verso Trisobbio.
Il parco ha un accesso principale e uno di servizio. Dall’ingresso principale si snodano tre percorsi: il pergolato a monte, il sentiero di mezza costa e il declivio che conduce alla terrazza. Da qualunque punto si può decidere di cambiare indirizzo, percorrendo sentieri o scale che collegano i tre percorsi.
Nel parco si possono trovare diverse varietà di piante e alberi ad alto fusto.
Il Parco Dotto ha la duplice valenza di parco urbano e di punto di inizio o fine del Percorso verde ed è di proprietà del Comune.

### Percorso verde
Il Percorso verde, detto anche “Avsein au rian”, collega Montaldo Bormida a Trisobbio, seguendo per circa 2 km il percorso del rio Stanavazzo.
Si parte dal Parco Dotto, al limite del centro storico di Montaldo, e si scende percorrendo via Cesare Bianchi. Seguendo i cartelli, si passa dietro alla Cantina Tre Castelli per poi proseguire verso gli impianti sportivi del paese, muniti di area giochi per i bambini, di campo da calcio e da tennis con spogliatoi annessi e di un’area pic-nic. Da qui si inizia ad affiancare il rio Stanavazzo, fino ad arrivare alla conclusione del Percorso, presso le Piscine di Trisobbio.

## Amministrazione
Di seguito è presentata una tabella relativa alle amministrazioni che si sono succedute in questo comune.
| Periodo        | Periodo        | Primo cittadino          | Partito                             | Carica  | Note  |
| -------------- | -------------- | ------------------------ | ----------------------------------- | ------- | ----- |
| 18 giugno 1985 | 21 maggio 1990 | Giuseppe Alberto Rinaldi | Democrazia Cristiana                | Sindaco | [ 7 ] |
| 21 maggio 1990 | 24 aprile 1995 | Giuseppe Alberto Rinaldi | Democrazia Cristiana                | Sindaco | [ 7 ] |
| 24 aprile 1995 | 14 giugno 1999 | Giuseppe Alberto Rinaldi | centro                              | Sindaco | [ 7 ] |
| 14 giugno 1999 | 14 giugno 2004 | Giuseppe Rinaldi         | lista civica                        | Sindaco | [ 7 ] |
| 14 giugno 2004 | 27 maggio 2007 | Viviano Iazzetti         | lista civica                        | Sindaco | [ 7 ] |
| 14 aprile 2008 | 7 ottobre 2012 | Giuseppe Alberto Rinaldi | lista civica                        | Sindaco | [ 7 ] |
| 27 giugno 2013 | 10 giugno 2018 | Barbara Ravera           | lista civica: Progetto per Montaldo | Sindaco | [ 7 ] |
| 11 giugno 2018 | 14 maggio 2023 | Barbara Ravera           | lista civica: Progetto per Montaldo | Sindaco | [ 7 ] |
| 14 maggio 2023 | in carica      | Emiliano Marengo         | lista civica: Rinnovare Montaldo    | Sindaco | [ 7 ] |

### Gemellaggi
Sigoulès

## Società

### Evoluzione demografica
Abitanti censiti

## Cultura

### Cucina e prodotti tipici
- Farinata (annualmente, a giugno, si tiene la "Sagra della Farinata")
- Dolcetto D'Ovada
- Cortese dell'Alto Monferrato
- Chardonnay
- Moscato
- Brachetto
- Freisa

## Sport

### Podismo
Da anni nel mese di marzo si svolge la gara podistica "La via dei Tre Castelli - Memorial Don Bisio" che attira sempre numerosi partecipanti.

### Cicloescursionismo
Il territorio dell'alessandrino vanta una tradizione legata alla bicicletta, dovuta alla fama di Girardengo e di Coppi e delle loro imprese sportive. Per favorire l’attività sportiva e il turismo della bicicletta, a Montaldo Bormida si è pensato a un itinerario cicloescursionistico che mettesse in collegamento i percorsi ciclabili di pianura con i territori collinari e montani dell'alessandrino e che attraversasse i luoghi che hanno visto le gesta dei due campionissimi piemontesi. 
La variante di tappa che da Monte Colma porta a Montaldo Bormida attraversa il territorio dell’ovadese che vanta la maggiore concentrazione in Europa di castelli medievali. Lungo il percorso si possono ammirare i castelli di Molare, Cremolino, Trisobbio, Carpeneto, Montaldo e si passa accanto all’area camper di Trisobbio.
Il percorso è segnalato con pannelli e cartellonistica dedicata.

## Galleria d'immagini

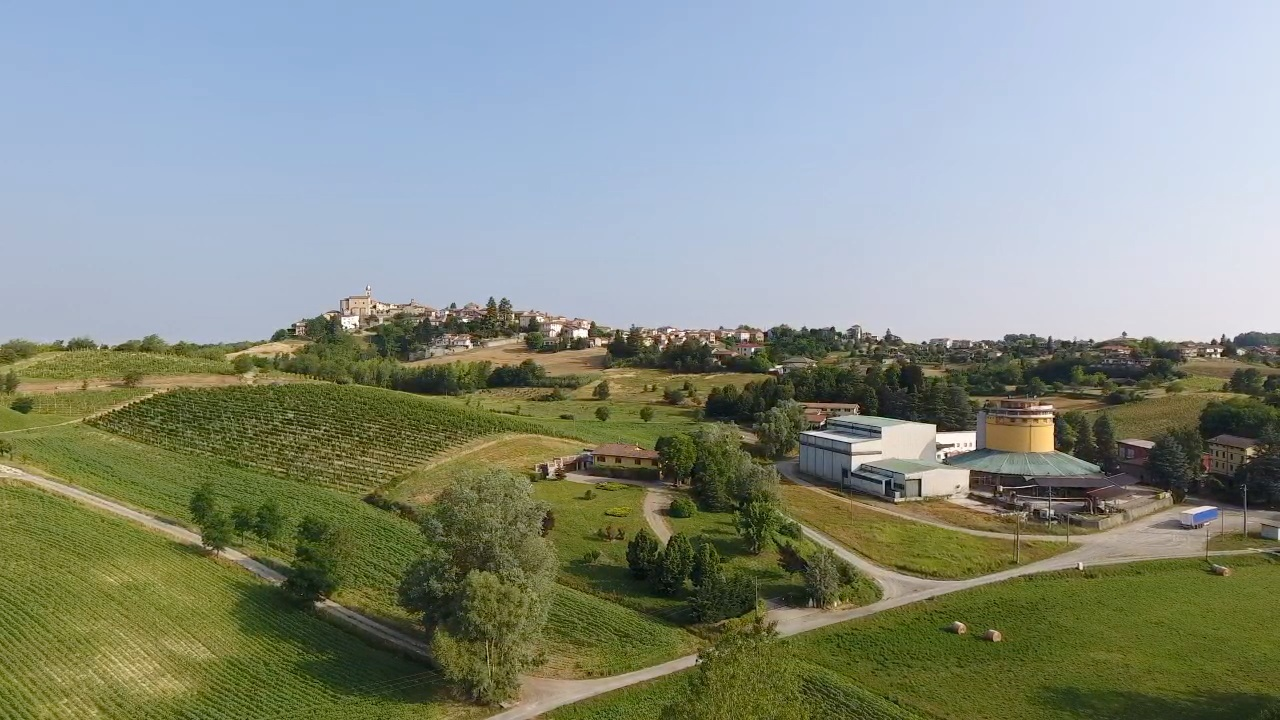
Montaldo
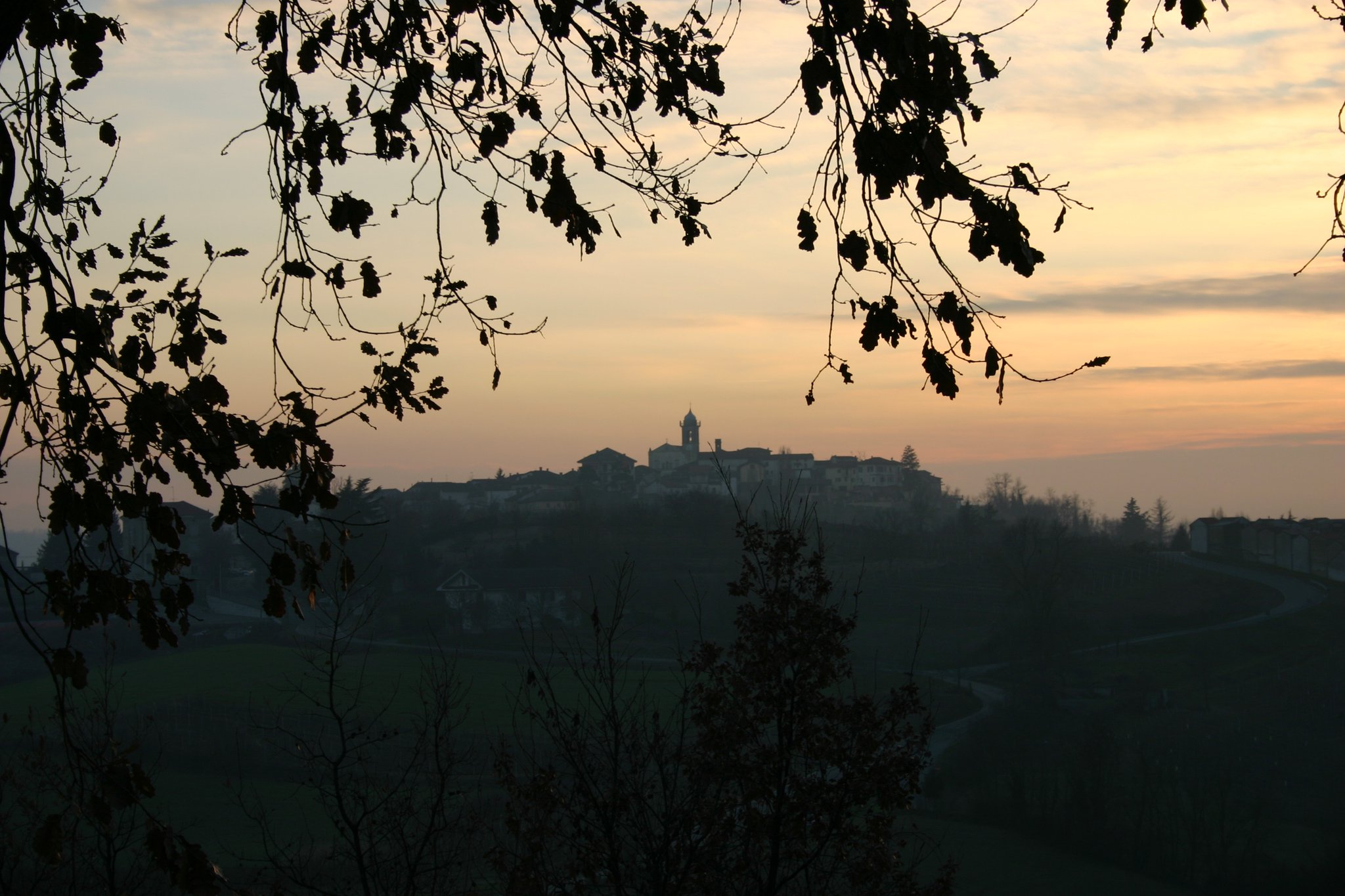
Montaldo - La sera
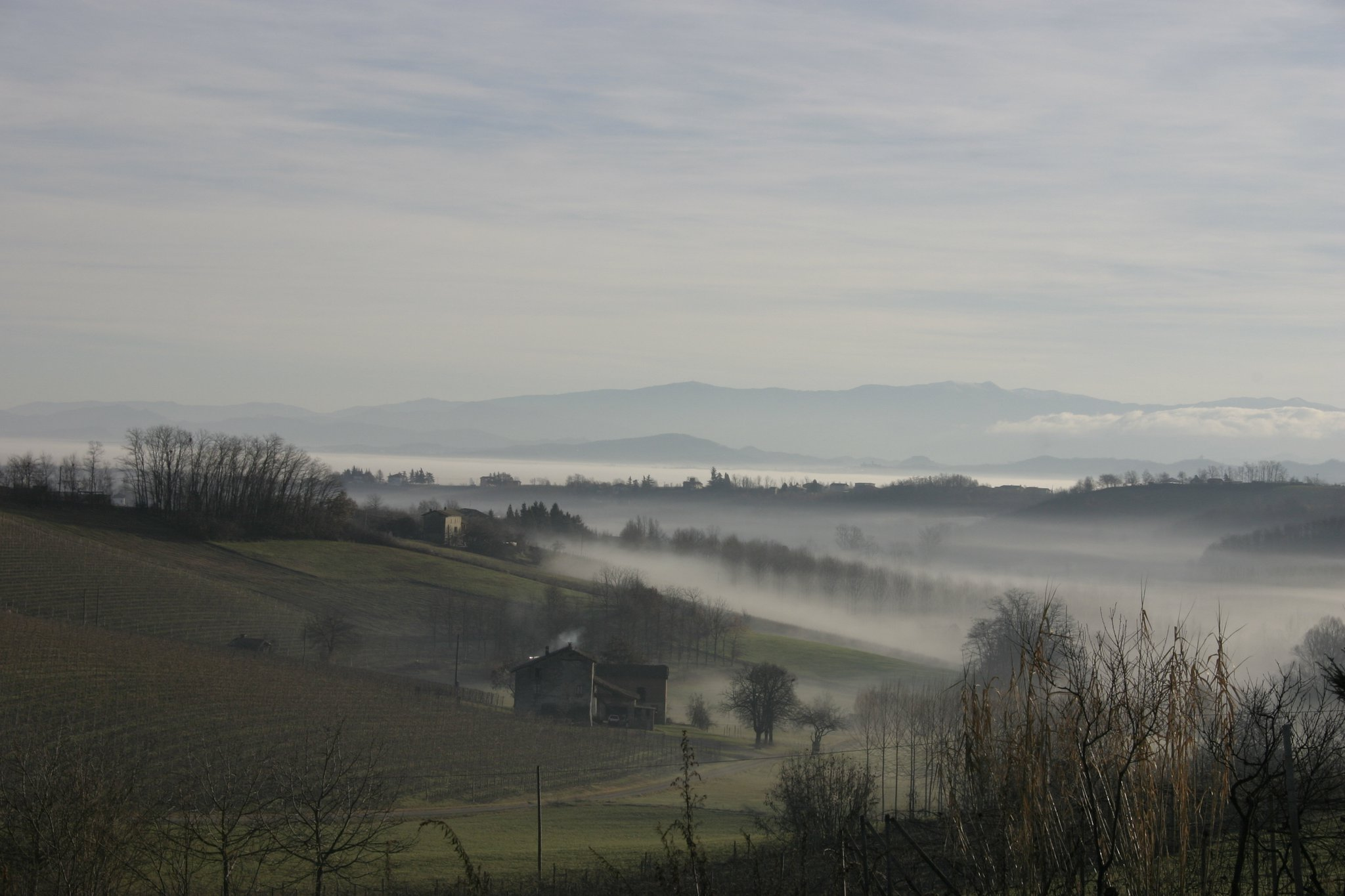
Vallata verso Carpeneto
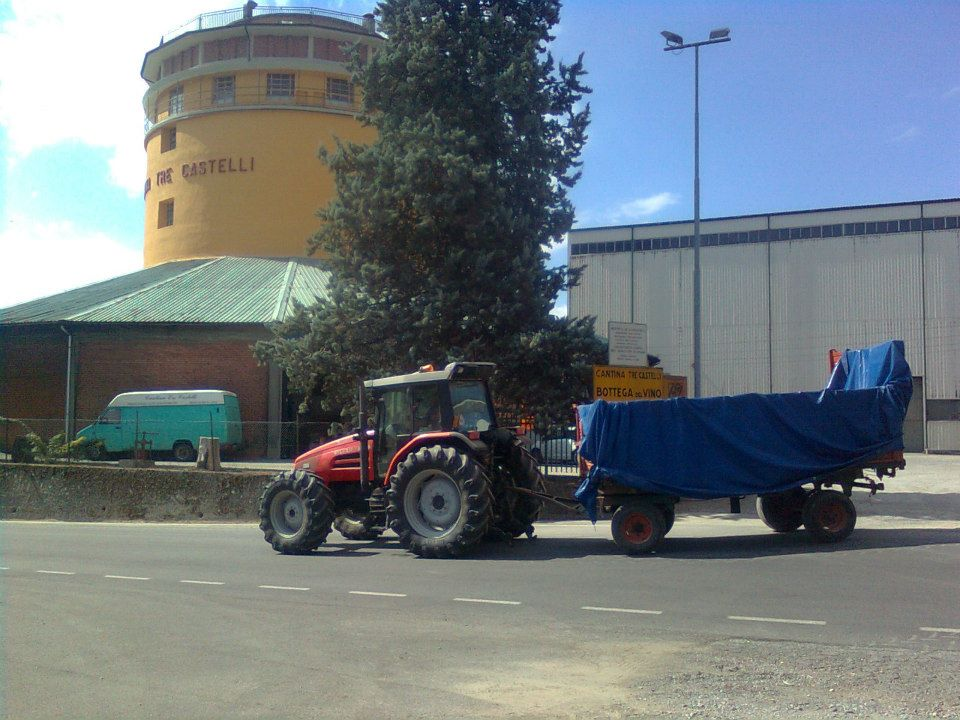
Cantina Tre Castelli - La vendemmia
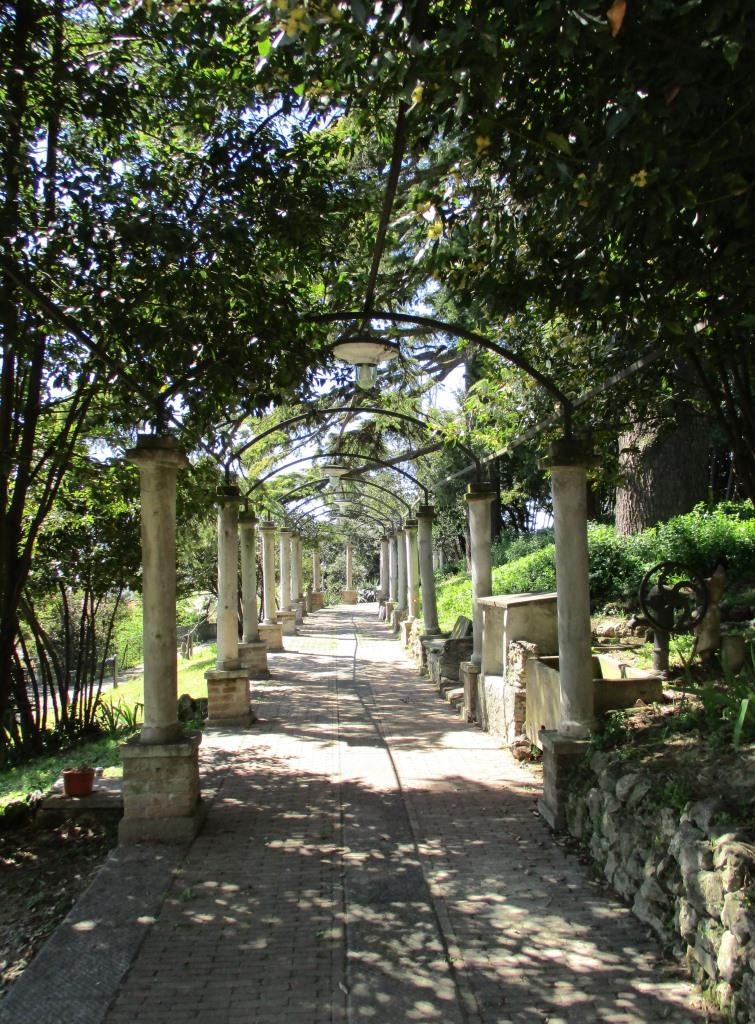
Viale nel Parco Dotto
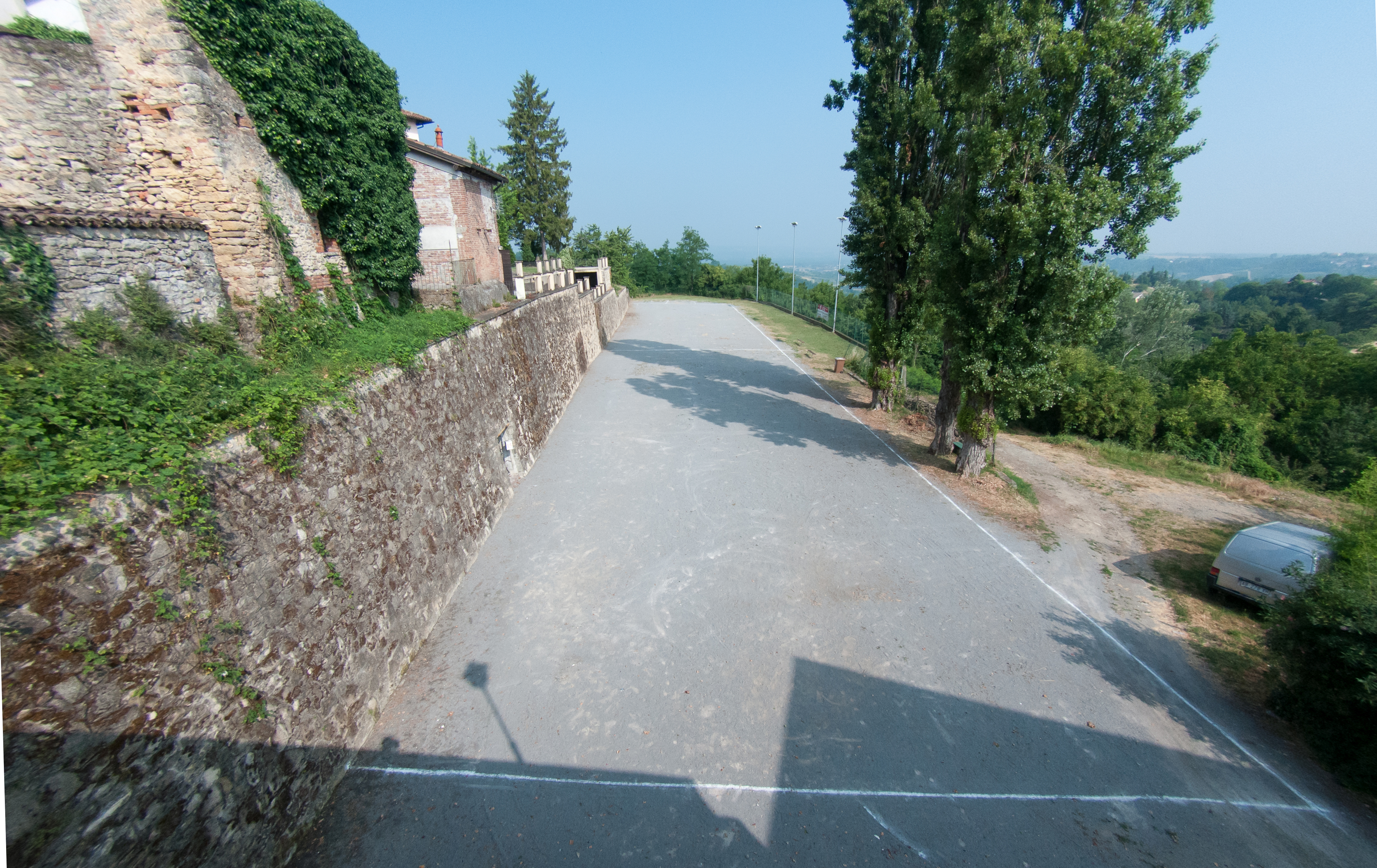
Campo da tamburello visto da Piazza Gollo
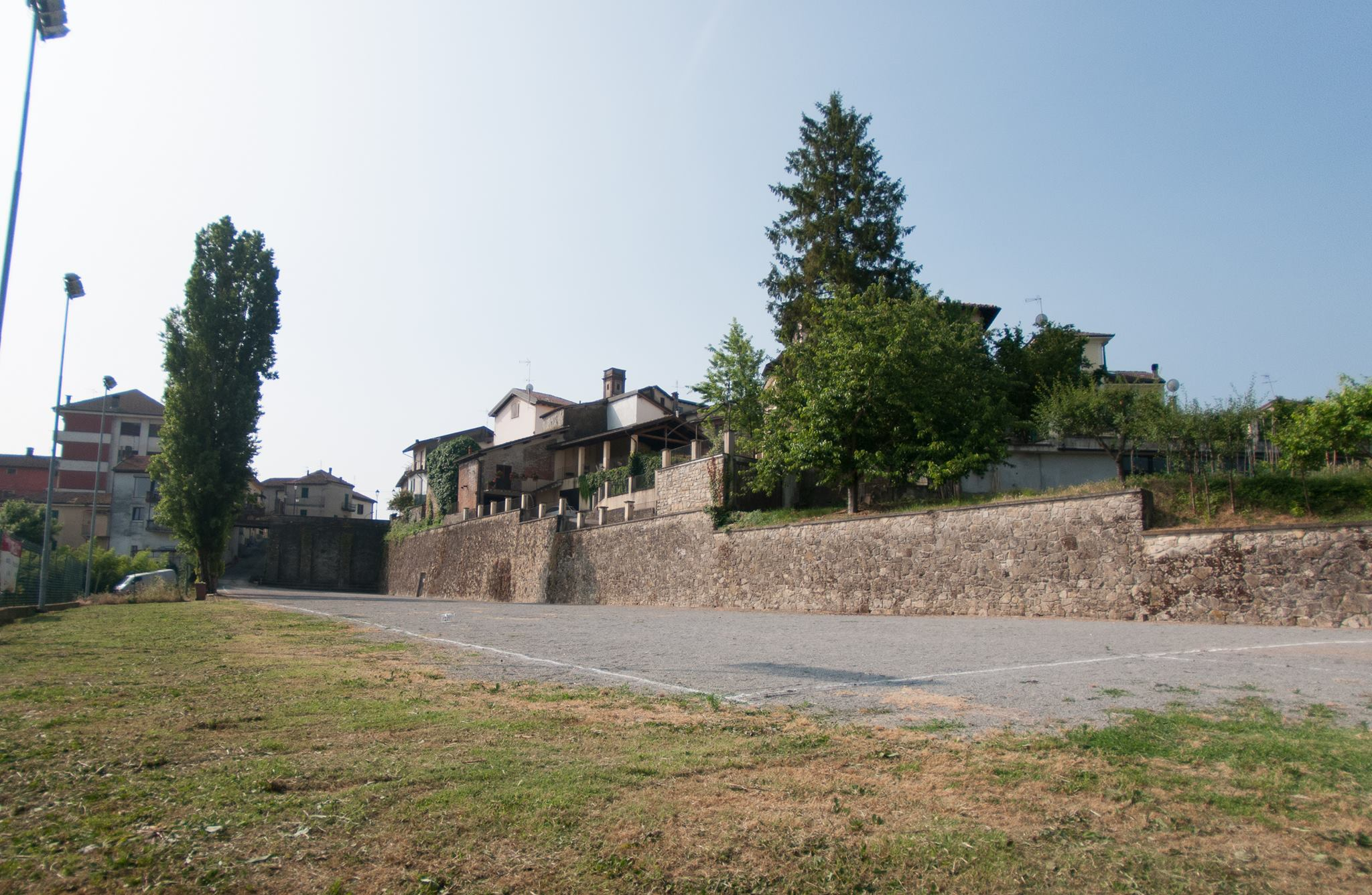
Campo da tamburello
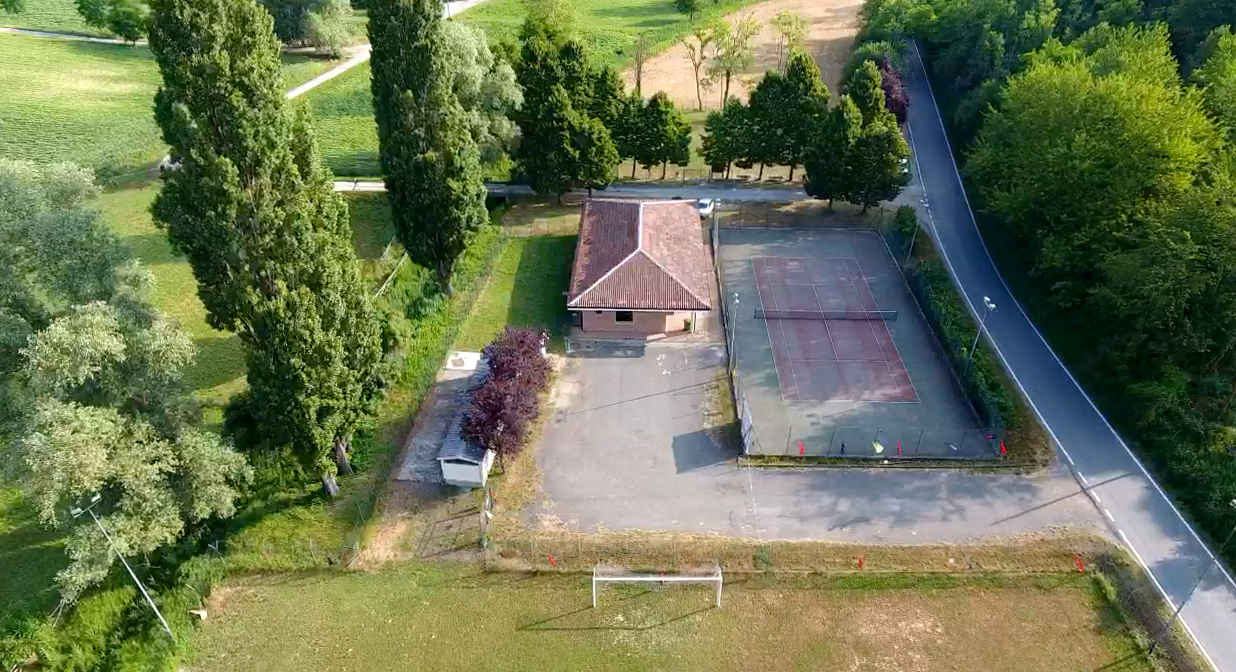
Campo da tennis e spogliatoi
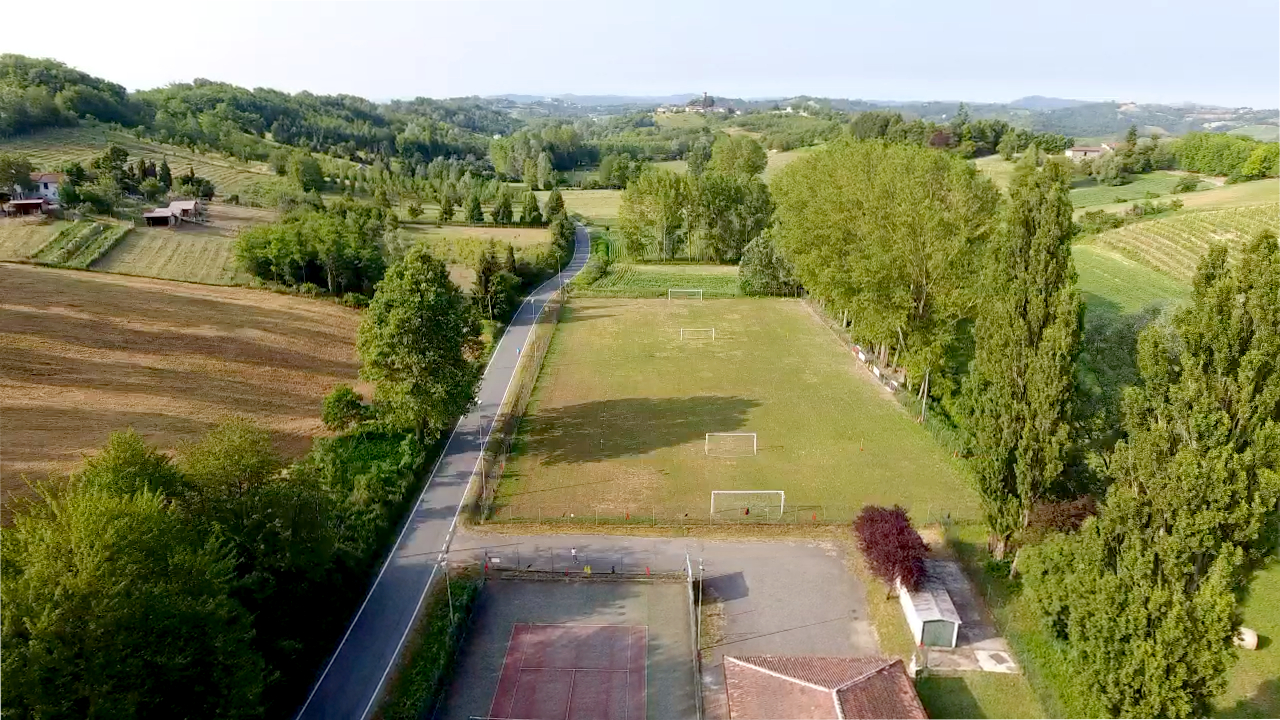
Campo da calcio
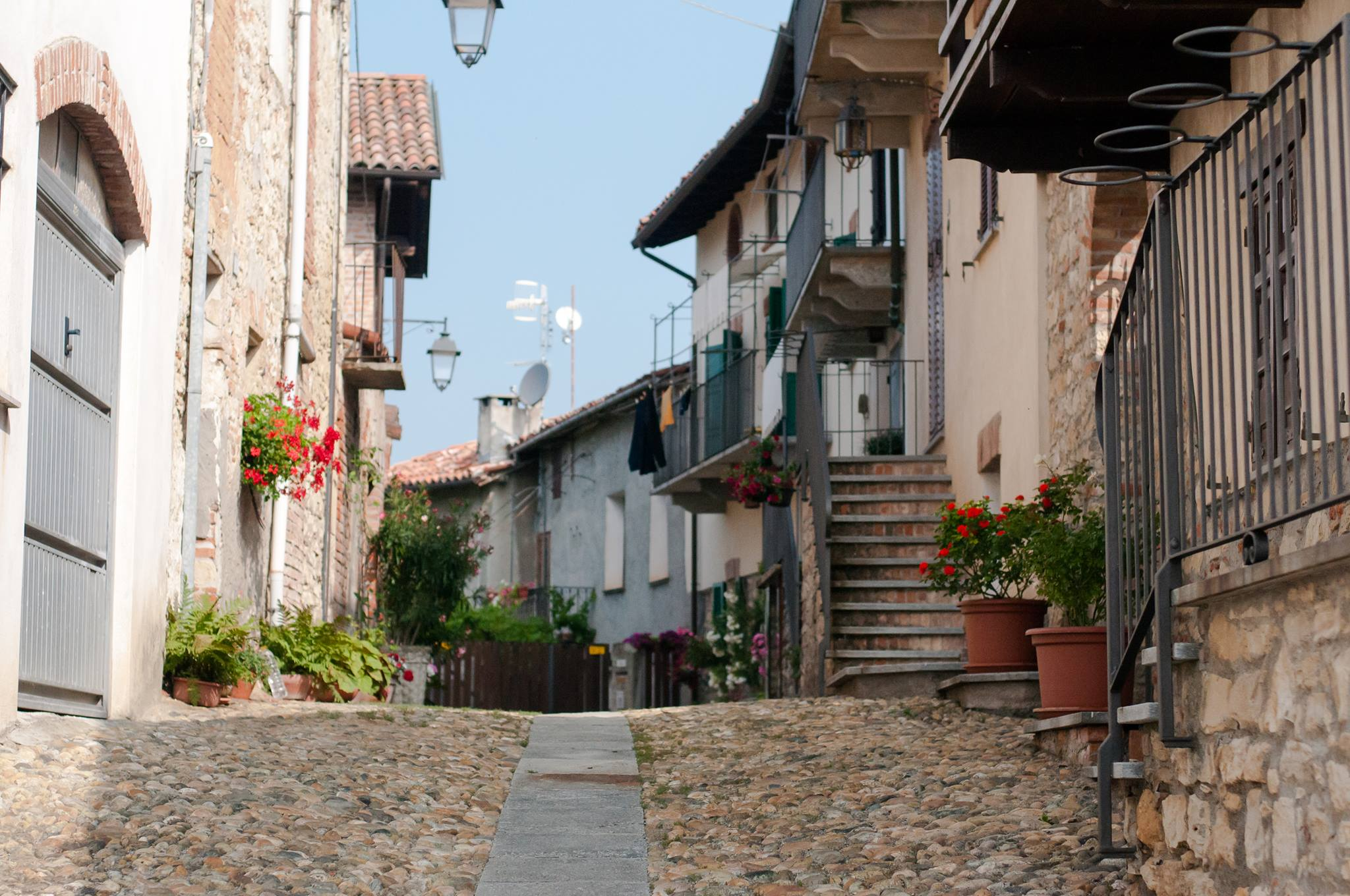
Scorcio del Centro Storico
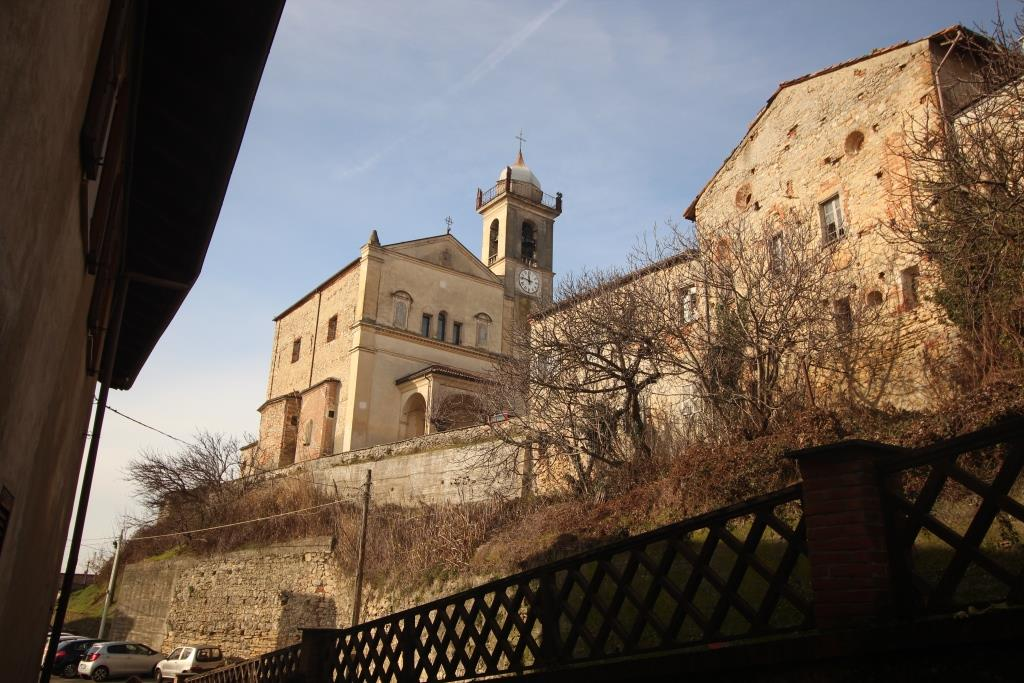
Scorcio Chiesa S. Michele Arcangelo
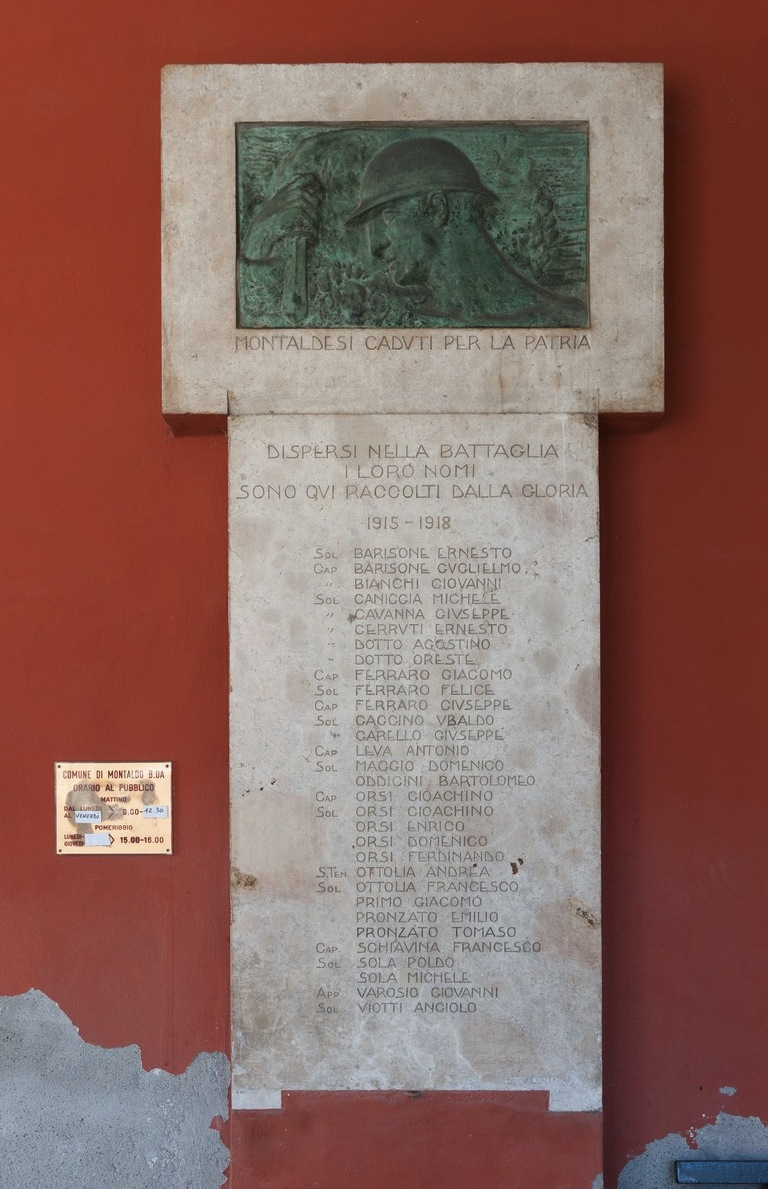
Lapide ai caduti e dispersi montaldesi 1915-1918
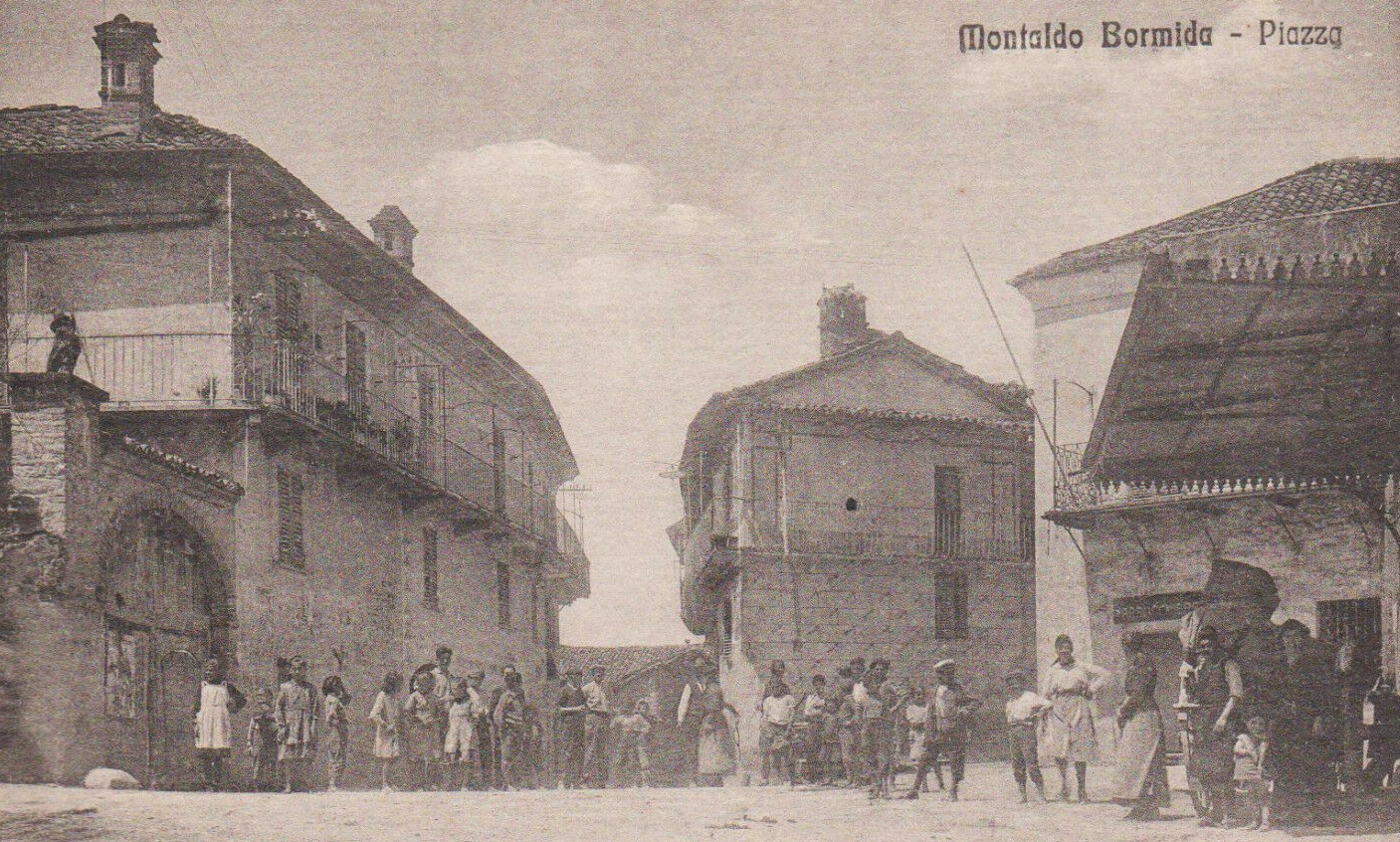
La piazza tanti anni fa
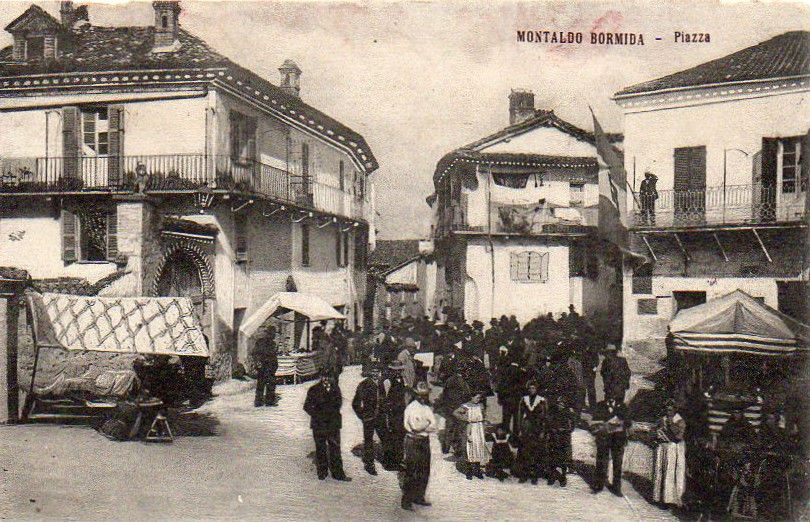
Giorno di mercato
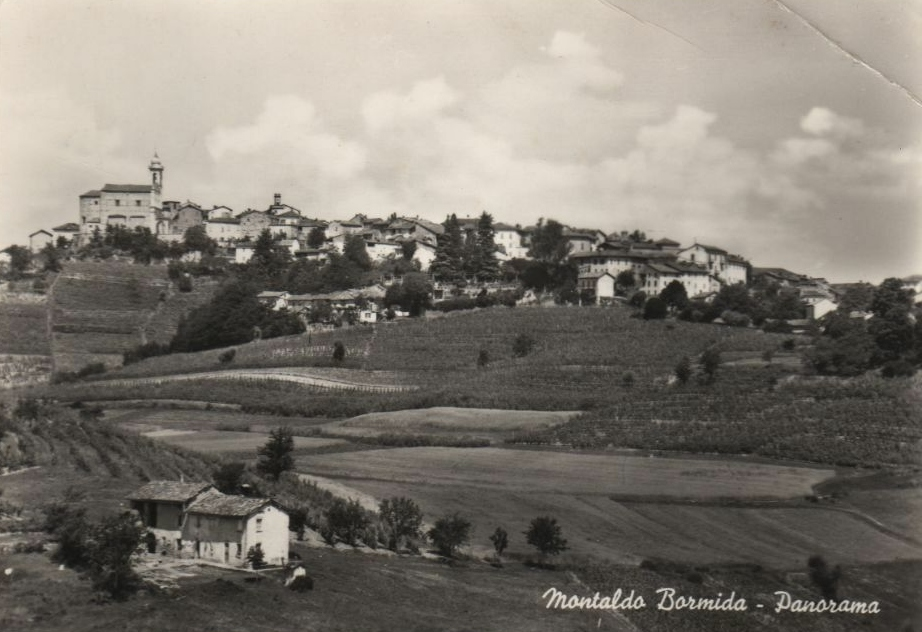
Panorama di un tempo
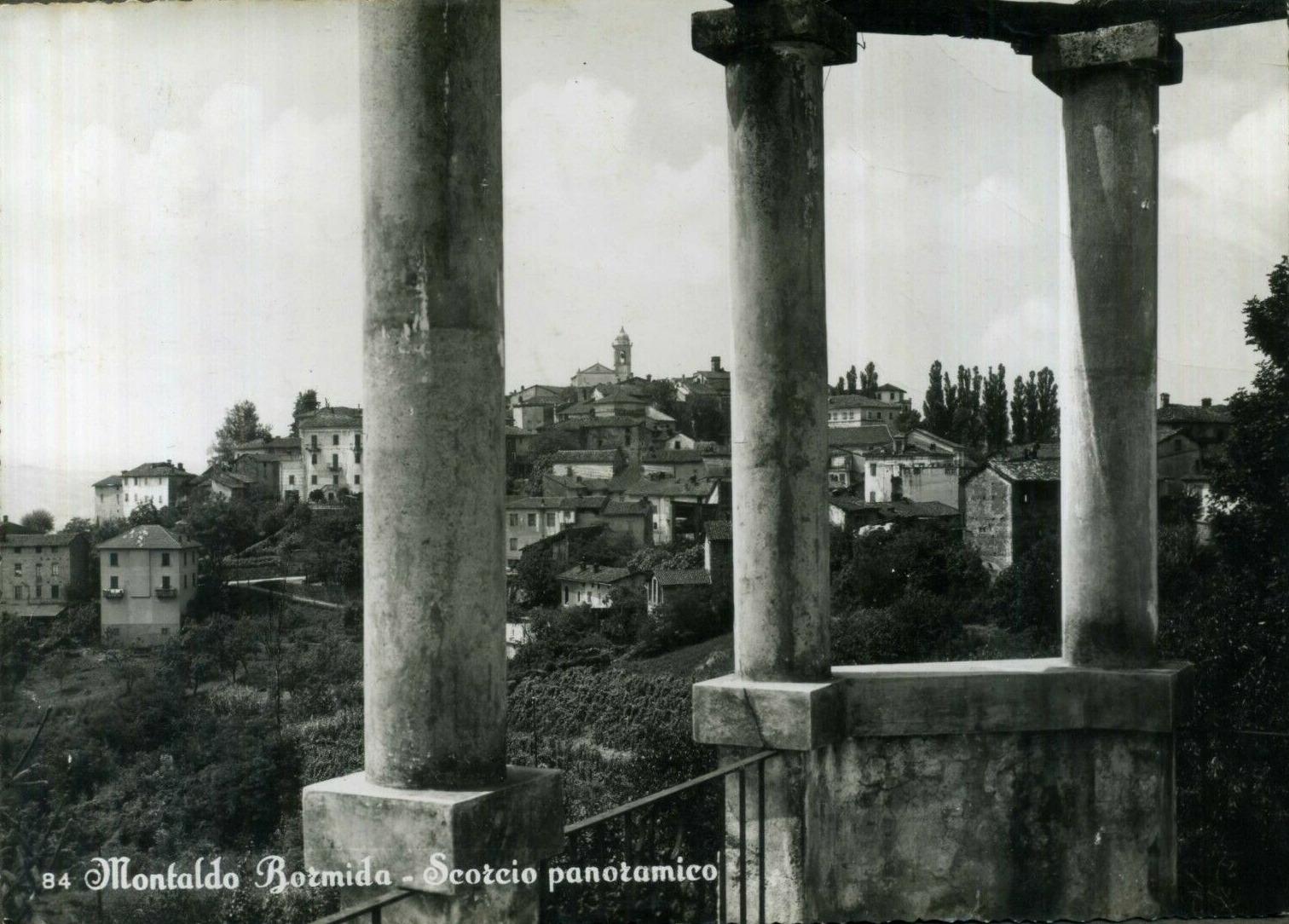
Scorcio panoramico
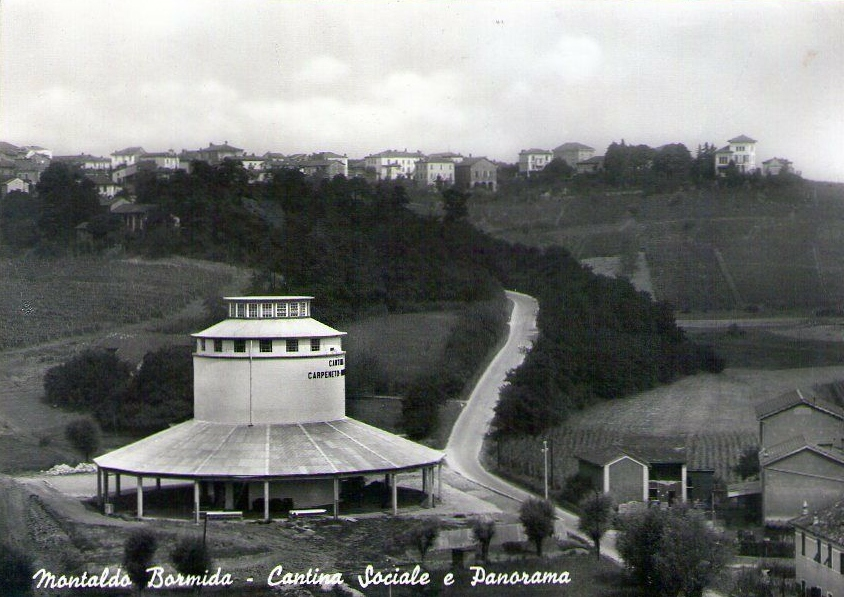
Panorama con Cantina Sociale
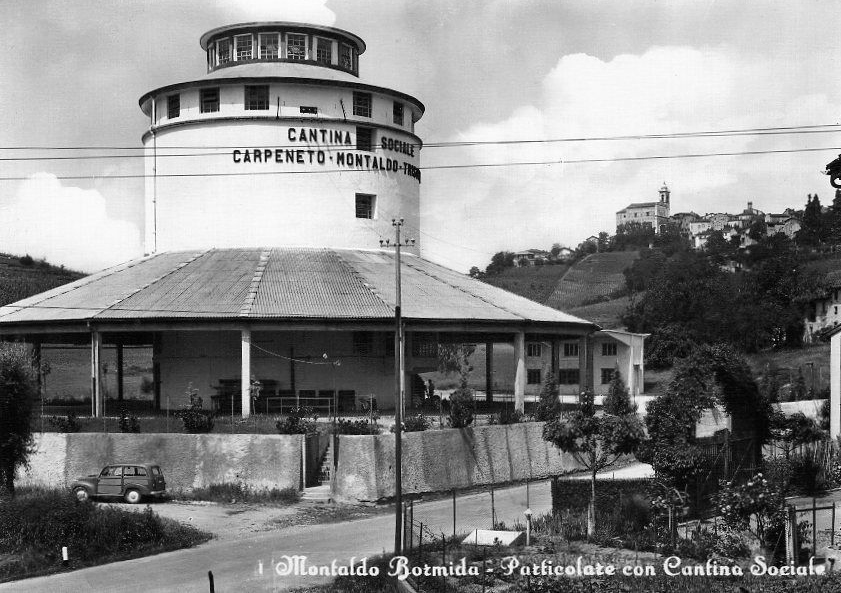
La Cantina Sociale
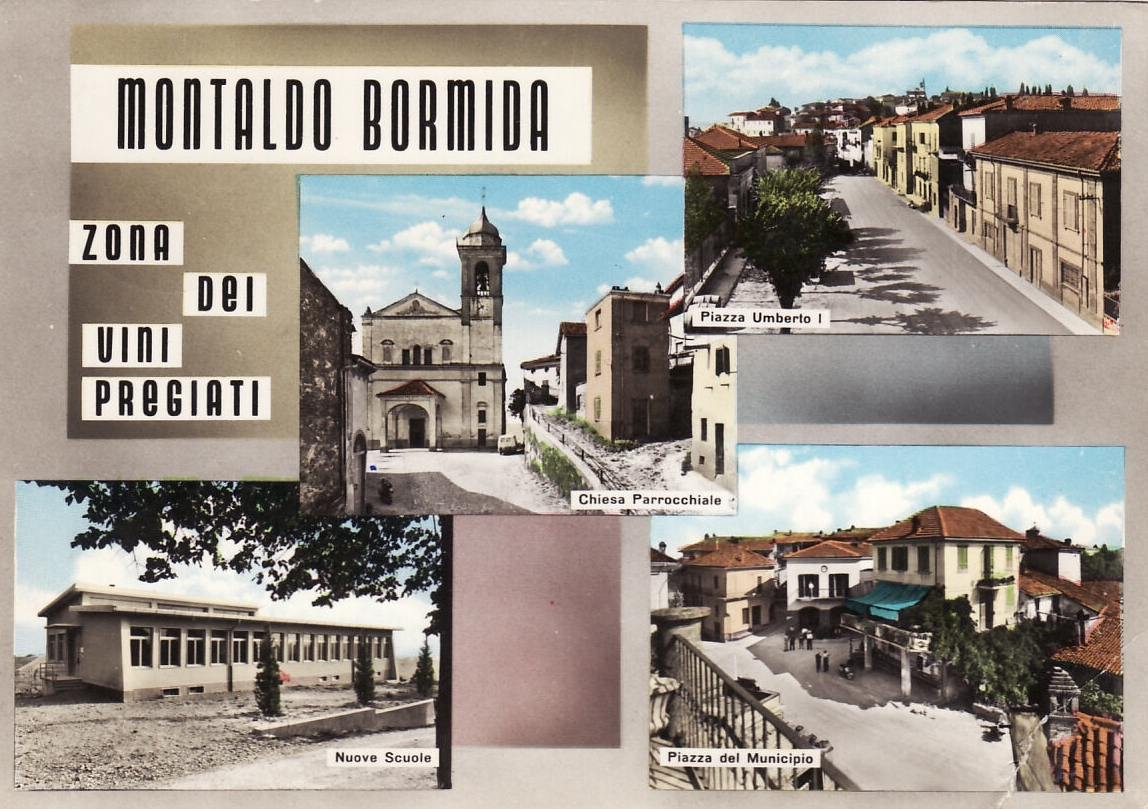
Cartolina: zona dei vini pregiati
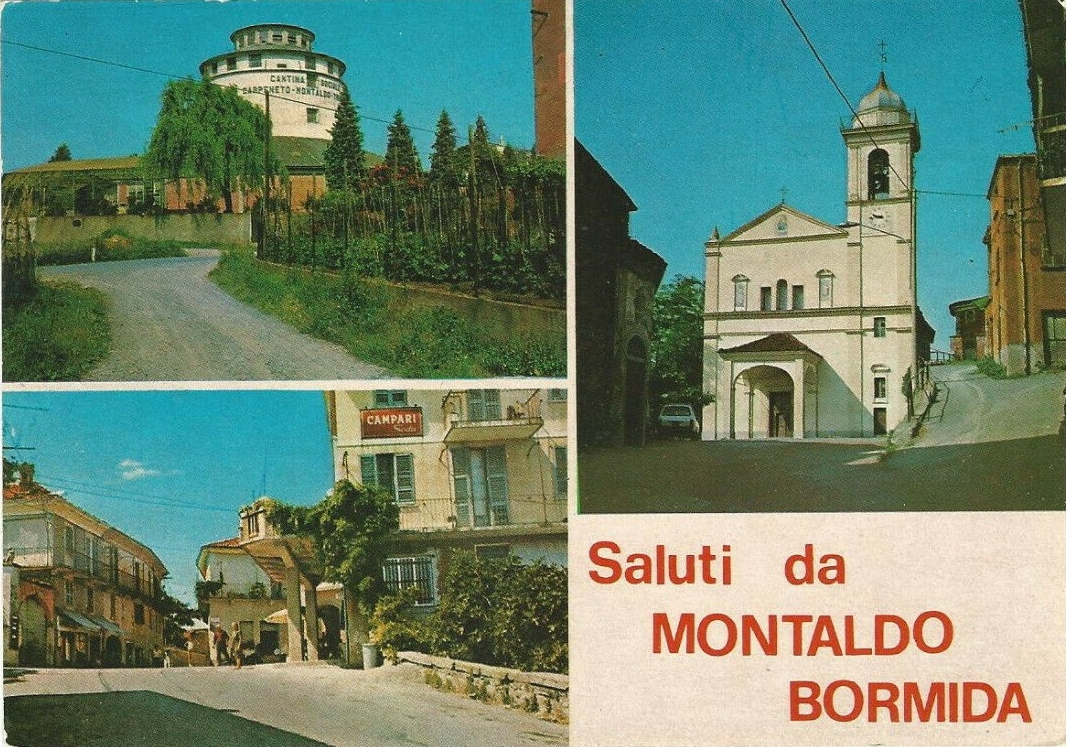
Cartolina con saluti
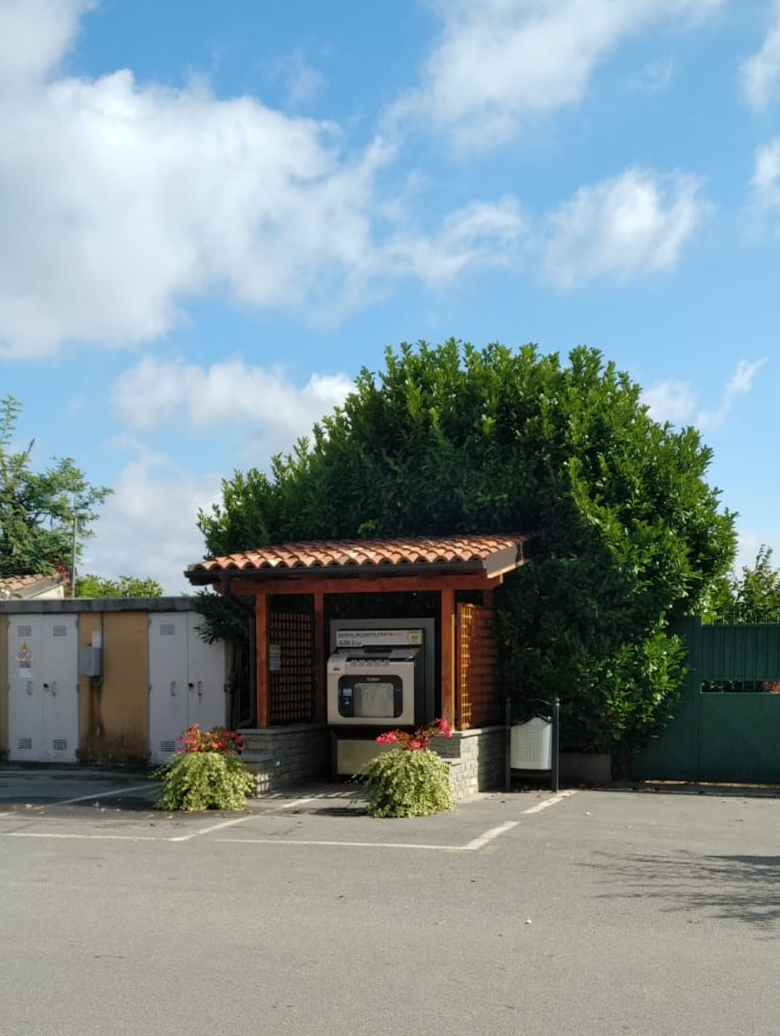
Casetta dell'acqua - Piazza Nuova Europa